# 계절성산업
계절성산업(季節性産業)은 계절의 영향을 받아 영업이 되는 산업이다. (기간은 일반적으로 한 해의 절반 또는 그 미만이다.) 따라서 영업이 될 수 있는 계절이외의 다른 계절에는 영업이 안 된다. 대표적인 계절성산업의 예시로는 온대지방에서의 실외수영장과 해수욕장으로 기온 때문에 여름에만 영업이 가능하다(즉, 봄, 가을, 겨울에는 영업할 수 없음). 스키장과 실외스케이트장도 이에 해당하여 기온때문에 겨울에만 영업이 가능하다.(봄, 여름, 가을에는 영업이 불가하다.)